# Anita Ward
Anita Ward (Memphis, 20 december 1956) is een Amerikaanse zangeres.
Anita brak in Nederland en België alleen door met het nummer "Ring My Bell" in 1979. In eerste instantie vond ze het nummer zelf maar niets, maar het bleek echter een gouden greep uit haar carrière, want dit was haar enige echte grote hit. Het wordt tot op de dag van vandaag nog vaak in disco's gedraaid.
Verder treedt ze nog regelmatig op tijdens grote evenementen zoals:
- Op oudejaarsavond in 2002 zong ze "Ring My Bell" bij het Times Square in New York.

- Op oudejaarsavond in 2005 zong ze in haar geboortestad Memphis in the Beale Street. Daar zong ze haar grootste hit "Ring My Bell" en andere discosongs.

- Ze trad op in Zagreb in Kroatië op 4 januari 2006, de avond voor de FIS World Cup-slalomrace in het nabijgelegen Sljeme. Anderen die er optraden waren onder anderen Nile Rodgers & Chic, Village People, Thelma Houston en Rose Royce.

## Discografie

### Albums
- Songs Of Love (1979)
- Sweet Surrender (1980)

### Hitlijsten
| Single met eventuele hitnotering(en) in de Nederlandse Top 40 | Datum van verschijnen | Datum van binnenkomst | Hoogste positie | Aantal weken | Opmerkingen |
| ------------------------------------------------------------- | --------------------- | --------------------- | --------------- | ------------ | ----------- |
| Ring My Bell                                                  | 1979                  | 23-06-1979            | 2               | 12           |             |
| Don't Drop My Love                                            | 1979                  |                       |                 |              |             |

### NPO Radio 2 Top 2000
| Nummer met noteringen in de NPO Radio 2 Top 2000 | '00  | '01  |
| ------------------------------------------------ | ---- | ---- |
| Ring My Bell                                     | 1120 | 1802 |

1. ↑  Een vetgedrukt getal geeft de hoogste notering aan.
2. ↑  2000 was het eerste jaar met een notering voor dit nummer.
3. ↑  Deze tabel is bijgewerkt tot en met de laatste editie (2024).

- Bibliothèque nationale de France: cb13952066k (data)
- Gemeinsame Normdatei: 134578112
- International Standard Name Identifier: 0000 0000 5518 4901
- Library of Congress Control Number: n94071828
- MusicBrainz: 5ffe7875-614f-4823-879b-1fd66574a36d
- Nationale Bibliotheek van Polen: a0000002663333
- Nederlandse Thesaurus van Auteursnamen: 101432755
- SNAC: w6gr0n9n
- Système universitaire de documentation: 177302755
- Virtual International Authority File: 55845623
- WorldCat: E39PBJghqTxwxVp8W4F7R6hT73